# Ugly Season
Ugly Season è il sesto album in studio del cantautore statunitense Perfume Genius, pubblicato nel 2022.

## Tracce
1. Just a Room – 3:30
2. Herem – 7:21
3. Teeth – 4:13
4. Pop Song – 5:05
5. Scherzo – 3:51
6. Ugly Season – 4:40
7. Eye in the Wall – 8:42
8. Photograph – 4:41
9. Hellbent – 6:42
10. Cenote – 3:33